# Арлекин (театр, Москва)
Московский музыкально-драматический театр «Арлекин» — один из зачинателей театрально-студийного движения в Советском Союзе в начале семидесятых годов. Названный по имени одного из главных персонажей итальянской «commedia dell'Arte», театр-студия  был основан на рубеже 1971-72 годов Сергеем Андреевичем Мелконяном (1947-2018), который оставался на протяжении всех последующих лет его бессменным художественным руководителем.

## История театра
В 1972 году Мелконян создал молодежный театр-студию «Импульс», которая была организована из артистов Щелковского народного ТЮЗа и студентов творческих вузов столицы. В 1974 году студия обосновывается во Дворце культуры Моснефтезавода в Капотне и меняет свое название на театр-студию «Авангард». В этом же году во Дворце культуры «Внуково», в Москве, проходит премьера спектакля «Двадцать минут с ангелом» (реж. Сергей Мелконян) – одной части пьесы Александра Вампилова «Провинциальные анекдоты», в которой принимают участие такие, ставшие впоследствии знаменитыми, артисты как Валерий Гаркалин и Александр Пятков. Жанр спектакля был определен как «мюзикл-абсурд с двумя роялями и скрипкой».
В 1975 году, к 30-летию победы Советского народа в Великой Отечественной войне театр выпускает два спектакля – «Альпийская баллада» по одноименной повести Василя Быкова и «Реквием» по пьесе Б. Рабкина «Самая длинная ночь». А в 1976 году студия Мелконяна переехала в клуб  фабрики «Новая заря» на Добрынинской, в помещение бывшей церкви, где зрители вскоре увидели одну из ранних сценических редакций спектакля «Король-Арлекин» по пьесе Р. Лотара. Пьеса «Король-Арлекин» была впервые поставлена в России Александром Таировым в 1917 году на сцене Камерного театра. Запрещенная после нескольких представлений цензорами, она ждала почти шестьдесят лет, прежде чем вернуться на российскую театральную сцену. В постановке С. Мелконяна спектакль получил название «Шут на троне». Главные роли Арлекина и Коломбины играли ведущие актеры студии Виталий Артемов и Любовь Миронова, а сама постановка впоследствии станет визитной карточкой театра.
В 1977 году Сергей Мелконян открывает комсомольско-молодежный театр-студию «Юность» при Москворецком РК ВЛКСМ. В сентябре студия переходит в Черкизовский клуб московского метростроя. А в ноябре открывает новый сезон спектаклем «Иван и Джулия» по повести Василя Быкова «Альпийская баллада». В этом же году проходит премьера спектакля «Эй, кто-нибудь!» по одноименной пьесе Уильяма Сарояна.
1978 год ознаменовывает начало профессионального пути театра-студии – его коллектив временно принят на работу во Владимирскую областную филармонию Росконцерта. В этом же году проходит премьера рок-баллады «Франсуа Вийон», музыку к которой написал руководитель инструментальной группы театра Андрей Минаев. Первым исполнителем роли средневекового французского поэта стал Виталий Артемов. Пять или шесть скандальных спектаклей, заканчивавшихся сценой распятия и вознесения Вийона, прошли на сцене Московского авиационного института (МАИ), здание которого было оцеплено отрядами конной милиции.
В 1979 году, после многолетнего скитания студийцев по базам, театр-студия официально открыт в системе Росконцерта как профессиональный коллектив с новым названием – музыкально-драматический ансамбль «Арлекин». В эти годы формируется школа актерского мастерства, а также организационная структура и кредо театра. А в 1980 году Сергей Мелконян приступает к постановке «Доходного места» по классической пьесе Александра Островского. Премьера этого спектакля проходит под названием «Трактир», а главную роль Жадова в нем играет Виталий Артемов. 
В 1980–1982 гг. театральный коллектив работает при Ярославской областной филармонии. В 1981 году актеры возвращаются в Москву и занимают помещение в небольшом клубе ЖЭКа №7 Свердловского района, который они прозвали «Особняком».  В эти годы рождается спектакль «Голодные» по пьесе Уильяма Сарояна. Накануне одного из спектаклей «Особняк» был оцеплен милицией и дружинниками, а здание клуба – опечатано. Трех работников театра арестовали и посадили в Матросскую тишину, но вскоре отпустили из-за отсутствия состава преступления.
В 1984–86 гг. на основе очередного студийного набора складывается постоянная труппа театра. Мелконян увозит актеров в Казахстан, где ему удается устроить коллектив на работу в Джезказганскую филармонию. В 1985 году «Арлекин» уезжает на гастроли в Ереван, а следующий год артисты проводят в Волгодонске, где дают спектакли в Центральном дворце культуры. Оформлены они как футбольная команда, а актеры числятся слесарями, чтобы получать зарплату.
В 1987–1989 на волне горбачевской перестройки и гласности в подмосковном городе Волоколамске вновь открывается московский музыкально-драматический театр-студия «Арлекин».В последующие несколько лет театр успешно гастролирует в Риге, Алма-Ате, Екатеринбурге и Челябинске. В 1989 выходит очередная премьера – театральная постановка «Гамлета» по одноименной пьесе Уильяма Шекспира. Первым исполнителем главной роли в спектакли стал заслуженный артист России Эдуард Григорян.
В 1990–91 проходят первые гастроли театра  в Соединенных Штатах. Спектакли «Арлекина» идут на сценических площадках в университетах городов Сан-Франциско и Чико в штате Калифорния, где актеры сыграли перед американскими зрителями практически весь репертуар. В Сан-Франциско также состоялась американская премьера спектакля «Театр 1» по пьесе ирландского писателя Сэмюэла Беккета. Главные роли в нем сыграли Олег Черкас и сам Сергей Мелконян.
В 1991–1993 году театр базируется в Доме культуры Московского электролампового завода (МЭЛЗ), где Мелконян собирает все репертуарные спектакли на английском языке. На 1993–94 годы приходится вторая поездка театра в Америку, которая заканчивается неудачей. Все попытки Сергея Мелконяна создать профессиональный русский театр в Калифорнии успеха не приносят, и Мелконян вместе в остатками труппы возвращается в Москву.
В 1995 театр «Арлекин» получает от московской мэрии собственное помещение вблизи станции метро Красные ворота, в котором артисты будут работать до 1999 года. Сергей Мелконян восстанавливает спектакли и открывает Детский театральный лицей (1996–97). В 1999 году проходит премьера спектакля «Звук шагов» по пьесе Сэмюэла Беккета.
В 2007 московский театр «Арлекин» фактически перестает существовать, поскольку расходится основная труппа, державшая спектакли с 1984 года. С тех пор театр-студия функционирует как учебное заведение.
В 2011 году проходит премьера театральной постановки «Театр 2» по пьесе Сэмюэла Беккета (спектакль был показан всего один раз).
В 2015 году последний прижизненный спектакль «Шута на троне» был показан на сцене Государственного театра Киноактера (41-й сезон). А спустя три года основатель и бессменный руководитель театра-студии «Арлекин» скончался в Лос-Анджелесе, США.

## Актерская Школа
Стиль театра — синтез итальянской комедии масок La comedia «Dell' Arte» и сценические идеи отечественного авангарда, представленного наследием Евгения Вахтангова, Михаила Чехова, Всеволода Мейерхольда и Александра Таирова. Постановки «Арлекина» нередко синтетически соединяют элементы рока, джаза, классической и народной музыки в сочетании с игрой света, звука и специальными эффектами. На практике это означает оригинальное переплетение разных компонентов сценического зрелища.
Для работы и развития такого «симфонического» театра нужны была подготовка специально обученных, многопрофильных актеров и театральных работников. Эти задачи решала Школа-студия театра «Арлекин», которая была непосредственно связана с театром. Школа-студия являлась московским представителем Драматической Академии Сергея Мелконяна (SM Drama Academy), базирующейся в Лос-Анджелесе.
В общей сложности, за время своего театрального-педагогического творчества Сергей Мелконян воспитал восемь поколений студийцев:
1971–74 гг. – первый студийный набор.
1976–77 гг. – второй студийный набор.
1978–83 гг. – третий студийный набор.
1988–92 гг. – четвертый студийный набор.
1993–96 гг. – пятый студийный набор.
2003–05 гг. – шестой студийный набор.
2007–12 гг. – седьмой студийный набор.
2012–17 гг. – восьмой студийный набор.

## Репертуарная афиша
Репертуар театра включает в себя русскую и мировую классику, театр абсурда, а также авангардные постановки.
1974 – «Двадцать минут с ангелом» (по пьесе Александра Вампилова «Провинциальные анекдоты»)
1975 – «Реквием» (по пьесе Бориса Рабкина «Самая длинная ночь») // «Иван и Джулия» (по повести Василя Быкова «Альпийская баллада»)
1976 – «Шут на троне» (по пьесе Рудольфа Лотара «Король–Арлекин)
1977 – «Эй, кто-нибудь!» (по одноименной пьесе Уильяма Сарояна)
1978 – «Франсуа Вийон» (по одноименной драматической поэме Павла Антокольского)
1979 – «Как закалялась сталь» (по одноименному роману Николая Островского)
1980 – «Трактир» (первоначальная редакция спектакля по пьесе Александра Островского «Доходное место»)
1981 – «Голодные» (по одноименной пьесе Уильяма Сарояна)
1988 – «Взятки или благодарность» (новая сценическая редакция спектакля по пьесе Александра Островского «Доходное место»)
1989 – «Гамлет» (по одноименной пьесе Уильяма Шекспира)
1990 – «Театр 1» (по одноименной пьесе Сэмюэла Беккета)
1993 – Репертуарные спектакли театра собраны на английском языке
1999 – «Звук шагов» (по одноименной пьесе Сэмюэла Беккета)
2011 – «Театр 2» (по одноименной пьесе Сэмюэла Беккета)

## Внешние ссылки
- Авторский театральный интернет канал в Ютюбе Сергея Мелконяна International Arlekin Theater.
- Плэйлист Спектакли театра "Арлекин" на общеобразовательном канале в Ютюбе Misha Impossible.
- Михаил Сергеев, "Московский театр «Арлекин»: создание, история, спектакли", книга с цветными иллюстрациями, Бостон: М-Графикс, 2020.
- "Своей свободой дорожи..." История музыкально-драматического театра "Арлекин", документальный фильм,  Art Line Video Production, London, UK, 2022.
- "Мы ушли, чтобы вернуться", документальный фильм о театре "Арлекин," автор Татьяна Костромитина, 2023.